# Impatiens filicornu
Impatiens filicornu är en balsaminväxtart som beskrevs av Joseph Dalton Hooker. Impatiens filicornu ingår i släktet balsaminer, och familjen balsaminväxter. Inga underarter finns listade i Catalogue of Life.